# Simon Aspelin
Simon Aspelin (Saltsjöbaden, Svédország; 1974. május 11. –) svéd hivatásos teniszező.
Egyesben alig lépett pályára, eredményeit párosban érte el: 12 ATP-tornát nyert meg, köztük a 2007-es US Opent Julian Knowle partnereként. Ugyanebben az évben bejutottak a Tennis Masters Cup döntőjébe is. A pekingi olimpián Thomas Johanssonnal párban ezüstérmet szereztek. 2011 júliusában visszavonult az aktív teniszezéstől.

## Grand Slam-döntői

### Páros

#### Győzelmei (1)
| Év   | Helyszín | Partner       | Ellenfelek a döntőben       | Eredmény a döntőben |
| 2007 | US Open  | Julian Knowle | Lukáš Dlouhý / Pavel Vízner | 7–5, 6–4            |

## ATP-döntői

### Páros

#### Győzelmei (12)
| Összesítés                                            | Összesítés |
| ----------------------------------------------------- | ---------- |
| Grand Slam-torna                                      | (1)        |
| ATP World Tour Masters 1000 / ATP Masters Series      | (0)        |
| ATP World Tour 500 Series / International Series Gold | (3)        |
| ATP World Tour 250 Series / International Series      | (8)        |
| ATP World Tour Finals / Tennis Masters Cup            | (0)        |

|    | Dátum               | Torna                                  | Borítás          | Partner           | Ellenfelek a döntőben                     | Eredmény a döntőben |
| 1  | 2000. február 14.   | Open 13, Marseille                     | Kemény (fedett)  | Johan Landsberg   | Juan Ignacio Carrasco / Jairo Velasco Jr. | 7-6, 6-4            |
| 2  | 2003. május 25.     | THG Tennis International, Sankt Pölten | Salak            | Massimo Bertolini | Sargis Sargsian / Nenad Zimonjić          | 6-4, 6-7, 6-3       |
| 3  | 2003. július 14.    | Catella Swedish Open, Båstad           | Salak            | Massimo Bertolini | Lucas Arnold Ker / Mariano Hood           | 6-7, 6-0, 6-4       |
| 4  | 2005. február 6.    | Delray Beach ITC, Delray Beach         | Kemény           | Todd Perry        | Jordan Kerr / Jim Thomas                  | 6-3, 6-3            |
| 5  | 2005. február 21.   | RMK Championships, Memphis             | Kemény (fedett)  | Todd Perry        | Bob Bryan / Mike Bryan                    | 6-4, 6-4            |
| 6  | 2006. október 30.   | St. Petersburg Open, Szentpétervár     | Szőnyeg (fedett) | Todd Perry        | Julian Knowle / Jürgen Melzer             | 6-1, 7-6            |
| 7  | 2007. május 26.     | THG Tennis International, Pörtschach   | Salak            | Julian Knowle     | Fabrice Santoro / Nenad Zimonjić          | 6-4, 7-6            |
| 8  | 2007. június 17.    | Gerry Weber Open, Halle                | Fű               | Julian Knowle     | Leoš Friedl / David Škoch                 | 7-6, 5-7, 10-5      |
| 9  | 2007. július 9.     | Catella Swedish Open, Båstad           | Salak            | Julian Knowle     | Martín García / Sebastián Prieto          | 6-2, 6-4            |
| 10 | 2007. szeptember 7. | US Open, New York                      | Kemény           | Julian Knowle     | Pavel Vízner / Lukáš Dlouhý               | 7-5, 6-4            |
| 11 | 2009. július 26.    | German Open, Hamburg                   | Salak            | Paul Hanley       | Marcelo Melo / Filip Polášek              | 6–3, 6–3            |
| 12 | 2010. február 27.   | Dubai Tennis Championships, Dubaj      | Kemény           | Paul Hanley       | Lukáš Dlouhý / Lijendar Pedzs             | 6–2, 6–3            |